# Stefan Welkow
Stefan Iwow Welkow (bulgarisch Стефан Ивов Велков, wiss. Transliteration Stefan Ivov Velkov; * 12. Dezember 1996 in Sofia) ist ein bulgarischer Fußballspieler. Der Verteidiger steht in Dänemark beim Vejle BK unter Vertrag.

## Karriere

### Verein
Welkow wurde bis zum Alter von 18 Jahren bei Slawia Sofia in der bulgarischen Hauptstadt ausgebildet und anschließend in den Kader der ersten Mannschaft des Vereins integriert. In seiner ersten Saison war er in der Innenverteidigung gesetzt, kam auf 19 Erstligaspiele sowie je zwei Spiele im Pokal und in der Abstiegsrunde. Zwischen Juli 2014 und 2015 fiel er aufgrund einer schweren Knieverletzung aus, konnte sich aber nach Absolvierung seiner Reha wieder in der Abwehr festspielen. Im Sommer 2016 konnte Welkow sein erstes Ligator erzielen wie auch seine ersten beiden Einsätze im Europapokal verbuchen, als er mit Slawia in der Europa-League-Qualifikation an Zagłębie Lubin scheiterte.
In seiner letzten Saison musste der Verteidiger mit dem Klub wieder gegen den Abstieg spielen, gewann aber mit ihm nach einem Triumph über den Stadtrivalen Lewski im Frühjahr 2018 den nationalen Pokal. Anschließend unterschrieb der Bulgare einen Zweijahresvertrag beim niederländischen Zweitligisten FC Den Bosch. Dort wurde Welkow häufig berücksichtigt, neben Stammspieler Sam Kersten in der Innenverteidigung aber im steten Wechsel mit Leo Väisänen eingesetzt. Als Vierter der Meisterschaft mussten zwei Aufstiegs-Playoff-Spiele gegen die Go Ahead Eagles absolviert werden, wovon jedoch eins remis endete und das andere verloren ging. Zur Rückrunde der Folgesaison folgte eine Leihe an den Erstligaaufsteiger RKC Waalwijk, aufgrund der COVID-19-Pandemie wurde die niederländische Meisterschaft jedoch im Frühjahr 2020 vorzeitig abgebrochen.
Nach Ende seines Vertrages zog der Bulgare nach Deutschland weiter, wo ihn der Drittligist KFC Uerdingen 05 verpflichtete. Für Uerdingen bestritt er fünf Ligaspiele, das letzte am 20. Oktober 2020. Danach wurde er nicht mehr eingesetzt. Mitte Januar 2021 löste der Verein den Vertrag mit ihm mit sofortiger Wirkung auf. Unmittelbar darauf wechselte er zum Ligakonkurrenten MSV Duisburg, für den er im Spiel gegen Hansa Rostock debütierte. Nach dem Ende der Spielzeit 2020/21 wurde sein Vertrag um ein Jahr – mit einer Option auf ein weiteres Jahr – verlängert.
Im Sommer 2022 wechselte Welkow nach Dänemark zum Vejle BK.

### Nationalmannschaft
Nach 25 Länderspielen für Nachwuchsteams Bulgariens debütierte Welkow am 26. Februar 2020 in einem Freundschaftsspiel gegen Belarus für die A-Nationalmannschaft.

## Erfolge
Slawia Sofia
- Bulgarischer Pokalsieger: 2018